# Noitibó-filipino
Noitibó-filipino (Caprimulgus manillensis) é uma espécie de ave da família Caprimulgidae.
É endémica das Filipinas.
Os seus habitats naturais são: florestas subtropicais ou tropicais húmidas de baixa altitude, florestas de mangal tropicais ou subtropicais e regiões subtropicais ou tropicais húmidas de alta altitude.